# Rado Simoniti
Rado Simoniti - Večo, slovenski skladatelj, dirigent in partizan, * 15. maj 1914, Fojana, Slovenija, † 14. maj 1981, Ljubljana, Slovenija.

## Življenje
Rodil se je očetu čevljarju ter organistu Antonu in materi Jožici (roj. Mavrič).
Diplomiral je leta 1937. Nato je dve leti deloval v Splitu, med 1939 in 1943 pa je bil vodja zbora v ljubljanski Operi. V tem času je študiral kompozicijo in dirigiranje. Leta 1943 je odšel k partizanom, kjer je prevzel vodstvo zbora primorskih Slovencev (kasneje preimenovan v Zbor Srečko Kosovel). 
Po letu 1945 je deloval kot dirigent v ljubljanski Operi. Njegovi najboljši postavitvi sta Gorenjski slavček (1953) in Prodana nevesta (1955). Leta 1949 je kot dirigent zbora Slovenske filharmonije prejel Prešernovo nagrado. Je avtor uglasbitve neuradne primorske himne Vstala Primorska.

### Zasebno
Njegova sinova sta mdr. diplomat, publicist in esejist Iztok Simoniti ter zgodovinar in politik Vasko Simoniti.

## Delo
Kompozicijska bera Rada Simonitija znaša okrog 600 najrazličnejših del. Med najpomebnejša dela prištevamo:
- prvo slovensko partizansko opero Partizanka Ana,
- samospeve na besedila Karla Destovnika Kajuha (izstopata Bosa pojdiva ter Samo en cvet),
- neuradno primorsko himno Vstajenje Primorske.